# Юрченко Юрій Леонідович
Ю́рченко Ю́рій Леоні́дович (позивний «ВІКІНГ») — командир другого стрілецького взводу другої 
стрілецької роти, молодший лейтенант Збройних сил України.

Киянин з офіцерським званням «молодший лейтенант», якого сміливо можна віднести до ряду почесних громадян міста Києва. Він дуже любив свою Батьківщину, був несамовито відданим їй. І вважав прямим обов’язком захищати Україну від російських загарбників. Брав участь у Революції Гідності в 2014 році. А коли почалося повномасштабне вторгнення росії в нашу державу, Юрій добровільно звернувся до військкомату та був мобілізований до лав ЗСУ в квітні 2022 року.

## Військовий шлях
1999 році був призваний на строкову службу, додому повернувся з військовим званням “молодший сержант”.
Учасник російсько-української війни, зокрема: 
- 2022-2023 - командир відділення кулеметного взводу, першої стрілецької роти, 44-го окремого стрілецького батальйону, військової частини А4049 молодший сержант;
- З квітня 2023, молодший сержант Юрій вирішив пройти курс військової підготовки “Бойове застосування механізованих з'єднань військових частин і підрозділів”

Враховуючи свій бойовий досвід та аналіз подій за рік війни, він зважено ухвалив рішення навчити молодих солдатів воювати та виживати на війні.
Після закінчення навчання отримав офіцерське звання “Молодший лейтенант”.
- 2023 рік - командир другого стрілецького взводу другої стрілецької роти 405 ОСБ в/ч А4863 молодший лейтенант.

## Загибель
19 липня 2023 року поблизу населеного пункту Новоселівське Луганської області, під час виконання бойового завдання отримав поранення несумісні з життям.

## Військові звання
- Молодший сержант (1999);
- Молодший лейтенант (2023).